# Alberto Mendoza y Bedolla
Alberto Mendoza y Bedolla (* 3. August 1881 in San Salvador El Seco; † 28. Februar 1967) war ein mexikanischer Geistlicher und römisch-katholischer Bischof von Campeche.

## Leben
Alberto Mendoza y Bedolla empfing am 28. Oktober 1910 das Sakrament der Priesterweihe.
Am 15. Juli 1939 ernannte ihn Papst Pius XII. zum Bischof von Campeche. Der Erzbischof von Puebla de los Ángeles, Pedro María Vera y Zuria, spendete ihm am 28. Oktober desselben Jahres die Bischofsweihe; Mitkonsekratoren waren der Koadjutorerzbischof von Puebla de los Ángeles, José Ignacio Márquez y Tóriz, und der Koadjutorerzbischof von Morelia, Luis María Altamirano y Bulnes. Die Amtseinführung erfolgte am 26. November 1939.